# Ishana Night Shyamalan
Ishana Night Shyamalan (nascida em 1999 ou 2000) é uma cineasta americana. Ela fez sua estreia na direção com o filme de terror de 2024, "Os Observadores", que foi produzido por seu pai, M. Night Shyamalan.

## Início da vida
Shyamalan nasceu e foi criada na Filadélfia. Ela é filha do cineasta M. Night Shyamalan. Ela e suas irmãs, Saleka e Shivani, cresceram assistindo a filmes de terror. Ela se formou na New York University Tisch School of the Arts. 

## Carreira
Ishana colabora frequentemente com sua irmã mais velha, Saleka, e dirigiu a maioria de seus videoclipes.
Shyamalan dirigiu e escreveu vários episódios da série de terror Servant, para a qual seu pai foi o showrunner. Shyamalan também dirigiu a segunda unidade nos filmes de seu pai, Tempo (2021) e Batem à Porta (2023).
Em fevereiro de 2023, foi anunciado que Shyamalan faria sua estreia na direção com o filme de terror Os Observadores. O filme foi produzido por seu pai e lançado em 7 de junho de 2024, recebendo críticas negativas. Ele arrecadou US$ 51,2 milhões em todo o mundo.

## Filmografia

### Cinema
| Ano  | Título          | Diretor | Roteirista | Outro | Notas                       |
| ---- | --------------- | ------- | ---------- | ----- | --------------------------- |
| 2021 | Tempo           | Não     | Não        | Sim   | Diretora de segunda unidade |
| 2023 | Batem à Porta   | Não     | Não        | Sim   | Diretora de segunda unidade |
| 2024 | Os Observadores | Sim     | Sim        | Não   | Filme de Estréia            |

### Televisão
| Ano     | Título  | Diretora | Roteirista | Produtora | Notas                                            |
| ------- | ------- | -------- | ---------- | --------- | ------------------------------------------------ |
| 2021–23 | Servant | Sim      | Sim        | Sim       | Roteirista (10 episódios) Diretora (6 episódios) |

### Videoclipes
| Ano  | Título           | Artista |
| ---- | ---------------- | ------- |
| 2020 | "Clarity"        | Saleka  |
| 2020 | "Mr. Incredible" | Saleka  |
| 2021 | "Grafitti"       | Saleka  |
| 2022 | "Seance"         | Saleka  |

## Links externos
- Ishana Night Shyamalan. no IMDb.